# Achilleis
Achilleis je název byzantského rytířského románu sepsaného pravděpodobně ve 14. nebo v 15. století ve stylu politikos stichos. Dochoval se ve třech různých verzích, které byly vytvořeny podle jedné předlohy. Líčí život bájného hrdiny Achillea, ovšem obsahuje řadu motivů a prvků převzatých z eposu o Digenisovi Akritovi. Společnost, kterou román znázorňoval, pak představovala směsici s řeckými a franckými prvky, tedy podobu typickou pro oblasti dobyté v době po roce 1204 křižáky. Po stránce stylizace se pak podobá jiným byzantským románům – Belthandros a Chryzantza.